# Feng Kun
Feng Kun (chinesisch 冯坤, Pinyin Féng Kūn; * 28. Dezember 1978 in Peking) ist eine chinesische Volleyballspielerin.
Feng Kun war von 1997 bis 2008 Zuspielerin in der chinesischen Nationalmannschaft und gewann bei den Olympischen Spielen 2004 in Athen die Goldmedaille und bei den Olympischen Spielen 2008 in Peking die Bronzemedaille. Sie gewann außerdem 2003 den World Grand Prix und den Weltpokal in Japan. Dabei wurde sie mehrfach als „Beste Zuspielerin“ ausgezeichnet. Feng ist auch mehrfache Asienmeisterin und gewann zweimal die Asienspiele. Mit dem italienischen Verein Asystel Novara gewann Feng 2009 den CEV-Pokal.

## Privates
Feng ist seit 2014 mit dem Trainer der thailändischen Frauen-Nationalmannschaft Kiattipong Radchatagriengkai verheiratet.